# Голодна смерть
«Голодна смерть» (англ. Hunger Death) — науково-фантастичне оповідання Кліффорда Сімака, вперше опубліковане журналом «Astounding Science Fiction» в жовтні 1938 року.

## Сюжет
Артур Харт, редактор «Вечірньої ракети», направляє репортера Боба Джексона в Нью-Чикаго (невелике містечко на Венері), щоб дізнатись, чому це місто оминула епідемія «голодної хвороби». Це хвороба, що настільки пришвидшує метаболізм людини, що та повинна безперервно їсти, щоб не померти з голоду.
А тим часом фермери навколо Нью-Чикаго програють боротьбу з надмірною вологістю та місцевою флорою і фауною за свої ферми.
П'ятдесят сімейств погодились на пропозицію компанії «Ділянки на Венері», через виснаження ґрунтів Айови, але компанія приховала суворі реалії фермерства на Венері.
Прибувши в Нью-Чикаго, Боб Джексон зустрічається в барі із місцевим лікарем Троубриджем, який не може розказати йому нічого цікавого про місцеві події, окрім давньої історії про відомого ботаніка Джейка Ханслера, який колись помер у цьому місті. Джейк Ханслер привіз до них насіння гіпоестеса, знайдені ним у розвалинах лабораторії династії Гензік з Марса. Цим рослинам настільки сподобався місцевий клімат, що вони почали витісняти посіви на фермерських полях. І фермерам, які втратили всі свої посіви, через безвихідь, довелось вводити плоди цих нових рослин у свій раціон. Династія Гензік була кланом вчених, що декілька тисяч років тому фактично управляли Марсом, але марсіани повстали проти них і знищили їх всіх до одного. Ханслер вважав, що династія Гензік були землянами з Атлантиди, які декілька тисяч років прилетіли на Марс.
Їхню розмову перериває шериф Макдоналд, який повідомляє, що у місцевої жительки Сьюзен Донаган, можливо, почалася «голодна хвороба».
Тим часом на городі нічого не підозрюючого фермера Зіка Брауна аварійно приземляється аерокар з п'ятьма пасажирами, які очевидно потерпають від «голодної хвороби», і він наказує дружині Мері нагодувати їх чим найдеться в домі. Коли він повертається на ферму із доктором Троубриджем та репортером Джексоном, то живою залишається тільки одна людина, але в неї пропали симптоми хвороби. Репортер з'ясовує, що тому покращало від спожитих плодів гіпоестеса, які включили в раціон всі місцеві жителі, окрім Сьюзен Донаган. Відправивши лікаря допомагати Сьюзен, Боб поспішає надиктувати сенсаційне повідомлення в редакцію.
Після повідомлення про знаходження ліків, компанія «Ділянки на Венері» намагається відібрати ділянки у фермерів, оскільки по документах вони все ще належить компанії. В боротьбу за права фермерів включаються Джексон та Харт. А тим часом сім'ї фермерів ведуть партизанську війну проти компанії.
Інший репортер «Вечірньої ракети» повідомляє редактору про розкриття поліцією заколоту проти уряду Сонячної системи кланом Гензік, які намагались винищити населення Землі, Венери і згодом і Марса бактерією «голодної хвороби». Минулого разу, коли вони намагались винищити марсіан, ті повстали і прогнали їх.
Редактор Харт якраз дізнався про заборону відчужувати ділянки фермерів для компанії «Ділянки на Венері» і повідомив цю новину шерифу Нью-Чикаго Ангусу Макдоналду, а заодно і попередив його про можливість нападу на ферми залишків заколотників клану Гензік.
Цей напад дійсно незабаром відбувся, знищивши значну частину Нью-Чикаго і під час якого загинув син Ангуса, Сенді. Самому ж Ангусу вдалося протаранити корабель нападників.

## Персонажі
- Андерсон Троубридж — єдиний лікар Нью-Чикаго, пиячить від нудьги.
- Ангус Макдоналд — начальник поліції Нью-Чикаго, колишній космічний пірат.
- Джейк Ганслер — відомий ботанік, досліджував флору Марса. Привіз в Нью-Чикаго насіння з лабораторій клану Гензік, незабаром помер від підхопленої інфекції.
- Сьюзен Донаган — 9-річна дівчинка, єдина людина, яка колись хворіла в Нью-Чикаго.
- Артур Гарт — редактор «Вечірньої ракети», борець з несправедливістю.
- Боб Джексон — найкращий репортер «Вечірньої ракети»
- Зік Браун, Лютер Бідвел — фермери з Айови, що погодились на пропозицію компанії «Ділянки на Венері» переселитись в околиці Нью-Чикаго.
- Елмер Філіпс — голова Міжпланетного суду, виніс рішення проти компанії «Ділянки на Венері».